# Mont Arthabaska
Pour les articles homonymes, voir Arthabaska (homonymie).
Le mont Arthabaska est situé à Victoriaville, dans la MRC d'Arthabaska, elle-même partie de la région des Bois-Francs au Québec, Canada.

## Toponyme
« Arthabaska » provient du cri ayabaskaw, prononcé [arabascau] par les Cris de la Forêt, et a pour signification « là où il y a des roseaux, du jonc ».

## Histoire
Depuis 1884, c'était le nom de mont Saint-Michel que l'on retrouvait sur les cartes de la région des Bois-Francs. C'est lors de la fusion des agglomérations d'Arthabaska, de Saint-Victoire-d'Arthabaska et de Victoriaville en 1993 que la nouvelle municipalité fusionnée rebaptise le mont Saint-Michel qui devient mont Arthabaska.
La désignation Arthabaska permit de préserver l'historique et le souvenir des chasseurs abénaquis, qui utilisaient le mont comme repère bien avant l'arrivée des premiers colons de France. Le toponyme du mont Saint-Michel demeure et désigne le plus haut sommet du mont Arthabaska.

## Activités
Le mont Arthabaska propose 19 km de sentiers, de la glissade sur neige et de l’observation d’oiseaux. De nombreux événements culturels et festifs s'y déroulent chaque année